# Fundacja Krystyny Jandy na rzecz Kultury
Fundacja Krystyny Jandy na rzecz Kultury − polska fundacja, której celem jest wspieranie i upowszechnianie kultury, w szczególności poprzez prowadzenie teatrów. Powstała w czerwcu 2004 roku, a jej założycielami i fundatorami byli Krystyna Janda (pełniąca funkcję prezesa), jej mąż Edward Kłosiński oraz córka Maria Seweryn.
Fundacja prowadzi dwa teatry w Warszawie: Teatr „Polonia”, działający od 2005 w budynku byłego kina „Polonia”, oraz Och-Teatr, otwarty w 2010 w budynku byłego kina „Ochota”.
Inne działania fundacji to pomoc ludziom w dostępie do kultury i teatru, opieka nad osobami „wykluczonymi”, współpraca z domami dziecka, warszawskimi szpitalami, domami opieki, domami wychowawczymi, Uniwersytetami Trzeciego Wieku, domami spokojnej starości itp., a także działalność charytatywna oraz promocja młodych artystów.

## Nagrody
Otwarcie Teatru Polonia Wydarzeniem Roku – Wdechy 2005.